# أنسغار كناوف
أنسغار كناوف (مواليد 10 يناير 2002) هو لاعب كرة قدم ألماني يلعب في مركز الجناح الأيسر في نادي آينتراخت فرانكفورت.

## روابط خارجية
- أنسغار كناوف على موقع الاتحاد الأوربي (الإنجليزية)
- أنسغار كناوف على موقع قاعدة بيانات كرة القدم.إي يو (الإنجليزية)
- أنسغار كناوف على موقع بيانات كرة القدم. دي إي (الألمانية)
- أنسغار كناوف على موقع Soccerbase.com (لاعب) (الإنجليزية)
- أنسغار كناوف على موقع Soccerway.com (الإنجليزية)
- أنسغار كناوف على موقع عالم كرة القدم.نت (الإنجليزية)